# Aly Raisman
Alexandra Rose "Aly" Raisman (Needham, Massachusetts; 25 de mayo de 1994) es una gimnasta artística estadounidense, capitana del equipo olímpico estadounidense en los Juegos Olímpicos de Londres 2012 y Río 2016. En total ganó tres medallas de oro, dos de plata y una de bronce. Fue la primera gimnasta no europea en ganar en el ejercicio de suelo en unas olimpiadas.

## Datos biográficos
Raisman nació el 25 de mayo de 1994 en Needham, Massachusetts, Estados Unidos. Es hija de Lynn Faber y Rick Raisman, y tres hermanos menores: Brett, Chloe, y Madison. Raisman es judía.
Raisman empezó a practicar gimnasia a los dos años de edad. Atribuye su pasión por la gimnasia al equipo olímpico femenino estadounidense que ganó el oro en los Juegos Olímpicos de Atlanta de 1996 recordado como las "Magnificent Seven". Durante toda su carrera, su entrenador fue Mihai Brestyan, actual seleccionador australiano.

## Carrera júnior

### 2009
En abril compitió en el Clásico estadounidense en San Diego, California. Se colocó décima en el all-around con una puntuación de 53.383. En julio compitió en el CoverGirl Classic en Des Moines, Iowa. Se colocó duodécima en el circuito completo individual con una puntuación de 54.050. En agosto participó en los Campeonatos Nacionales celebrados en Dallas donde quedó tercera en el circuito individual.
En noviembre participó en el Campeonato Junior Pan American celebrado en Brasil. Allí consiguió una puntuación de 14.950 en salto y de 14.050 en suelo durante la final por equipos contribuyendo a la medalla de oro ganada por su país. En la individual, quedó tercera en la final general individual con una puntuación de 56.200 y primera en la final de salto (14.700) y en la de suelo (14.400).

## Carrera profesional

### 2010
En marzo participó en la American Cup celebrada en Worcester, Massachusetts donde se clasificó segunda en la prueba completa individual con una puntuación de 58.900. Ese mismo mes participó en el trofeo City of Jesolo en Italia donde consiguió la mejor puntuación con 57.650 puntos.
En mayo compitió en el Pacific Rim Championships en Melbourne. Ayudó al equipo estadounidense a ganar la medalla de oro en la final general por equipos. Además quedó segunda en el circuito completo individual con una puntuación de 58.250, séptima en la prueba de barras asimétricas, segunda en viga de equilibrio y segunda en el ejercicio de suelo.
En julio se clasificó quinta en el U.S. Classic celebrado en Chicago con una puntuación de 55.700. En agosto participó en el campeonato nacional celebrado en Hartford, Connecticut. Allí quedó tercera en el circuito individual, tercera en la viga de equilibrio y tercera en el ejercicio de suelo.
En octubre formó parte del equipo nacional que participó en los mundiales de gimnasia artística de 2010 celebrados en Róterdam. Contribuyó en la medalla de plata que consiguió el equipo norteamericano. También quedó en el puesto número 13 en el circuito individual y cuarta en el ejercicio de suelo.

### 2011
En marzo quedó tercera en la American Cup celebrada en Jacksonville, Florida. Más tarde volvió a clasificarse tercera en el trofeo City of Jesolo celebrado en Italia. En julio ganó el circuito individual en el U.S. Classic de Chicago con una puntuación de 57.250. En agosto participó en el Campeonato Nacional de St. Paul, Minnesota, donde se clasificó tercera en el circuito individual, sexta en viga de equilibrio y tercera en suelo.
En octubre, Raisman se convirtió en la capitana del equipo de gimnasia de Estados Unidos después de la lesión de su compañera Alicia Sacramone en el mundial de gimnasia de ese año celebrado en Tokio, donde el equipo estadounidense logró la medalla de oro en la final por equipos y Raisman consiguió la medalla de bronce en la final de suelo con una puntuación de 15.000.
En noviembre, Raisman decidió convertirse en atleta profesional y renunció a su elegibilidad en la NCAA. Además, Raisman firmó un contrato con Octagon, una empresa de management deportivo. 

### 2012
En marzo, Raisman compitió en la American Cup celebrada en Nueva York donde quedó segunda en el circuito individual. También participó en el trofeo City of Jesolo donde quedó segunda con una puntuació de 59.040. En mayo compitió en el U.S Classic de Chicago y ganó el circuito individual con una puntuación de 60.350.
En junio participó en el Campeonato Nacional que tuvo lugar en St. Louis donde quedó tercera en la prueba general individual, primera en viga de equilibrio y primera en el ejercicio de suelo.
A principios de julio, Raisman participó en los Olympic Trials (pruebas de selección del equipo olímpico) donde quedó tercera en el circuito individual, primera en viga de equilibrio y primera en suelo. Raisman fue una de las atletas elegidas para formar parte del equipo olímpico estadounidense.

#### Juegos Olímpicos de Londres 2012
A finales de julio, Raisman compitió en los Juegos Olímpicos de 2012 en Londres. Ayudó al equipo de Estados Unidos —apodado el «Fierce Five»— a clasificarse en primer lugar para la final por equipos. Además, también se clasificó en el segundo lugar de la prueba individual con un puntaje de 60,391, quinta en la final de viga de equilibrio con una puntuación de 15.100 y la primera a la final de suelo con un puntaje de 15,325.
El 31 de julio consiguió la medalla de oro en el circuito por equipos junto a sus compañeras Gabrielle Douglas, Jordyn Wieber, McKayla Maroney y Kyla Ross.
Además, consiguió una medalla de bronce en la final de viga de equilibrio con una puntuación de 15.066 después que la seleccionadora del equipo pidiera una revisión de la nota de Raisman. También consiguió la medalla de oro olímpica en la final del ejercicio de suelo con una puntuación de 15.600 y convirtiéndose en la primera gimnasta estadounidense en ganar un oro olímpico en suelo.
Después de los JJ. OO.
En septiembre de 2012, Raisman participó en el Kellogg's Tour de Gimnasia por todo el país. Sufrió una lesión durante la exhibición en California.
Después de los JJ. OO. y por recomendación de su entrenador, Mihai Brestyan, Raisman se tomó un año de descanso antes de volver a la élite profesional. En noviembre de 2014 fue llamada otra vez por el equipo nacional de gimnasia.

### 2015
Raisman hizo su vuelta a la competición en el trofeo City of Jesolo en marzo. Allí consiguió el oro en la prueba por equipos, y el bronce en las pruebas individuales de circuito completo y suelo. En julio participó en el U.S. Classic donde quedó en la posición número nueve en barras asimétricas, segunda en viga de equilibrio y quinta en suelo, donde presentó una rutina de mayor dificultad que la que había realizado en Londres 2012. 
En agosto participó en los Campeonatos Nacionales en Indianápolis, donde quedó tercera por detrás de Simone Biles y Maggie Nichols. Después de la competición, Raisman fue llamada por el equipo nacional para participar en las pruebas de selección para el Mundial.
En octubre de 2015 formó parte del equipo estadounidense junto a sus compañeras Simone Biles, Gabrielle Douglas, Brenna Dowell, Madison Kocian, Mckyla Skinner y Maggie Nichols. Ayudó al equipo a clasificarse para la final por equipos y, posteriormente a ganar la medalla de oro participando en los ejercicios de suelo y viga de equilibrio. Debido a la regla de solamente dos gimnastas por país pueden cualificarse para las finales por aparatos, Raisman quedó fuera de las opciones de medalla individual tras conseguir puntuaciones inferiores a sus compañeras Biles y Nichols.

### 2016
Raisman empezó la temporada participando en el trofeo City of Jesolo y en el Pacific Rim Championships donde ganó la medalla de oro con el equipo estadounidense, la medalla de plata en el circuito individual, la medalla de plata en viga de equilibrio y la medalla de oro en suelo. Más tarde participó en el U.S Classic donde consiguió la primera posición en el circuito individual, en suelo y en salto, y la tercera posición en viga de equilibrio.
En junio participó en los Campeonatos Nacionales donde consiguió la segunda posición en el circuito completo individual.
En julio participó en los Olympic Trials (pruebas de selección para el equipo olímpico) donde se clasificó tercera por detrás de Simone Biles y Lauren Hernandez. Raisman fue seleccionada para representar a Estados Unidos en los Juegos Olímpicos de Río 2016 como capitana del equipo de gimnasia artística femenino junto a Simone Biles, Gabrielle Douglas, Lauren Hernandez y Madison Kocian.

#### Juegos Olímpicos Río de Janeiro 2016

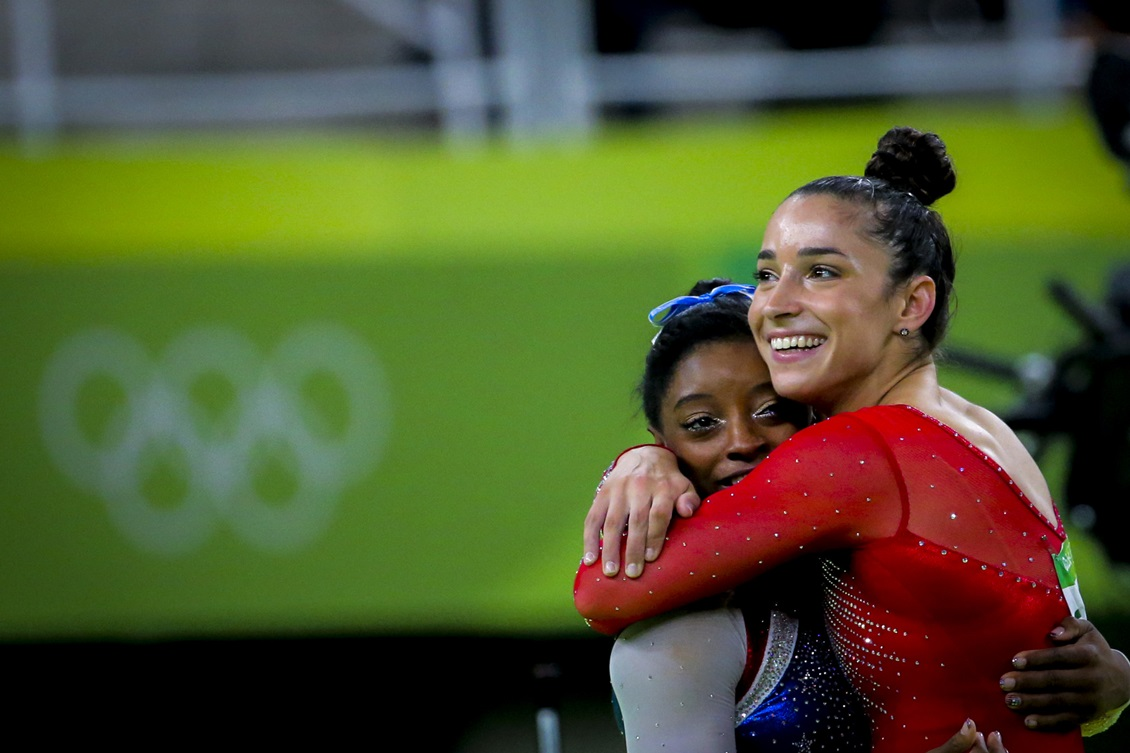
Raisman y Biles en los JJ. OO. de Río 2016

En agosto de 2016 participó en los Juegos Olímpicos de Río de Janeiro formando parte del equipo nacional de gimnasia de su país apodado «Final Five» ya que temporalmente serían las últimas olimpiadas en las que los equipos competirían en grupos de cinco atletas (en Tokio 2020, se compitió en equipos de cuatro, y para París 2024, se retomarán los equipos de cinco), y también porque se trataba del último ciclo olímpico de los coordinadores del equipo nacional de Estados Unidos, los rumanos Marta Károlyi y Béla Károlyi.
Raisman participó en la clasificación de los Juegos de Río obteniendo una puntuación de 14,733 en barras asimétricas, logrando un vigésimo segundo puesto; 15,275 en suelo, consiguiendo el segundo puesto, y 14,833 en barra de equilibrio, terminando en séptimo lugar. 
Consiguió el oro olímpico en la final del circuito completo por equipos junto a sus compañeras de equipo Simone Biles, Gabrielle Douglas, Madison Kocian y Laurie Hernandez, con una puntuación total de 184,879.  Además, también ganó dos medallas de plata: en la final individual con una puntuación de 60,098 y en la final de suelo con una puntuación de 15,500; en ambas categorías por detrás de su compañera de equipo Simone Biles.

## Entretenimiento
En 2013, Aly Raisman participó en la temporada 16 del reality estadounidense de baile «Dancing with the Stars» (en español: Bailando con las estrellas) donde quedó en cuarta posición junto a su compañero Mark Ballas.
En noviembre de 2017 publicó su primer libro autobiográfico «Fierce: How Competing for Myself Changed Everything», donde explica sus experiencias como gimnasta de élite y también revela que ella fue una de las víctimas de abuso sexual de Larry Nassar.
En 2018, junto a otras mujeres del mundo del entretenimiento, el activismo y el deporte, aparece en el videoclip de la canción "Girls Like You" de Maroon 5.
Desde que reveló haber sufrido abusos sexuales, Raisman se ha implicado en diversas campañas para proteger a los niños y mujeres. En marzo de 2018 colaboró con la asociación Darkness to light, una asociación de apoyo a las víctimas y de prevención del abuso infantil. También desde 2018 es una de las caras visibles de la marca de moda estadounidense Aerie.

## Vida privada
En agosto de 2016 mantuvo una relación con el jugador de fútbol americano de la NFL Colton Underwood. Ambos se conocieron vía Twitter después de que Shawn Johnson, (exgimnasta y amiga de Raisman), y su marido Andrew East, (también jugador de fútbol americano), les pusiesen en contacto. La pareja terminó su relación en junio de 2017.
En 2017 denunció públicamente haber sufrido abusos sexuales por parte del médico del equipo nacional Larry Nassar. En enero de 2018 fue una de las 156 víctimas que declararon en su contra en el juicio celebrado en Míchigan en el que se le condenó a entre 40 y 175 años de cárcel por abusar de más de 250 gimnastas.